# Affonsea juglandifolia
Affonsea juglandifolia är en ärtväxtart som beskrevs av A.St.-hil. Affonsea juglandifolia ingår i släktet Affonsea och familjen ärtväxter. Inga underarter finns listade i Catalogue of Life.